# Sånum
Sånum este o localitate din comuna Mandal, provincia Vest-Agder, Norvegia, cu o suprafață de 0,44 km² și o populație de 500 locuitori (2013).